# Juǀʼhoan
Cette page contient des caractères spéciaux ou non latins. S’ils s’affichent mal (▯, ?, etc.), consultez la page d’aide Unicode.
Le juǀʼhoan (aussi appelé juǀʼhõasi, ou ǃkung sud-oriental) correspond à la variété dialectale sud du continuum linguistique ǃkung parlé par quelque 30 000 personnes en Namibie et 5 000 au Botswana. Le terme « Juǀʼhoansi » souvent employé est un pluriel pour « les hommes vrais », qui désigne les locuteurs. La prononciation est /ʒuᵑ̊ǀʰõ̤̀ã̀/ voire /ʒũ̀ǀ̥̃ɦʍã̀/. Il appartient au groupe linguistique supposé mais contesté khoïsan, où il est plus spécifiquement apparenté au ǂhoan, au sein d'une branche appelée les langues kx'a (terme signifiant « terre » dans les différentes langues du groupe). C'est certainement la langue à clics du groupe khoïsan la plus documentée et pour laquelle les documents écrits et sites Internet accessibles sont les plus nombreux.[réf. nécessaire]

## Phonétique
Une racine type est composée d'un clic initial et d'une voyelle ; plus rarement, une racine compte deux syllabes. Les clics, comme les consonnes non nasales, ne terminent jamais une syllabe. Les types de radicaux monosyllabiques possibles sont : V (voyelle), VV, CV (consonne + voyelle), CVN (consonne + voyelle + nasale).
Le ju|'hoan est une langue tonale. On distingue les tons bas, moyen et haut ; Oswin Köhler distingue également les tons très bas et très haut et, même si les exemples sont rares, deux tons montants et deux tons descendants.
On distingue 5 timbres pour les voyelles, /i e a o u/. On distingue également les voyelles nasales (sauf /e/), glottales, et /a/ et /o/ peuvent être « pressées » (pharyngalisées) et nasales-pressées. Le caractère murmuré est un type de phonation lié au ton bas.
Les voyelles peuvent être longues ou courtes. Sans compter les diphtongues, on peut selon l'analyse, dénombrer autour d'une trentaine de voyelles possibles.
Le juǀʼhoan distingue un nombre important de consonnes. Les consonnes suivantes sont les initiales des racines des mots. Par souci de clarté, seul le clic alvéolaire est présenté ici.
|           |                       | Labiale  | Alvéolaire | Alvéolaire | Postalvéolaire /Palatale | Vélaire  | Clic      | Glottale |
| --------- | --------------------- | -------- | ---------- | ---------- | ------------------------ | -------- | --------- | -------- |
| Nasale    | sonore                | m        | n          | n          |                          | ŋ        | ᵑǃ        |          |
| Nasale    | murmurée              | (mʱ)     |            |            |                          |          | ᵑǃʱ       |          |
| Nasale    | aspirée               |          |            |            |                          |          | ᵑ̊ǃʰ       |          |
| Occlusive | voisée                | b        | d          | dz         | dʒ                       | ɡ        | ᶢǃ        |          |
| Occlusive | tenuis                | p        | t          | ts         | tʃ                       | k        | ǃ         | (ʔ)      |
| Occlusive | aspirée               | pʰ       | tʰ         | tsʰ        | tʃʰ                      | kʰ       | ǃʰ        |          |
| Occlusive | voisée aspirée        | b͡pʰ (bʱ) | d͡tʰ (dʱ)   | d͡tsʰ (dsʱ) | d͡tʃʰ (dʃʱ)               | ɡ͡kʰ (ɡʱ) | ᶢǃʰ (ᶢǃʱ) |          |
| Occlusive | glottalisée           |          | tsʼ        | tsʼ        | tʃʼ                      | kxʼ      | ǃˀ        |          |
| Occlusive | voisée glottalisée    |          | d͡tsʼ (dzʼ) | d͡tsʼ (dzʼ) | d͡tʃʼ (dʒʼ)               |          |           |          |
| Occlusive | uvularisée            |          | tᵡ         |            |                          |          | ǃᵡ        |          |
| Occlusive | voisée uvularisée     |          | dᵡ         | dzᵡ        | dʒᵡ                      |          | ᶢǃʶ       |          |
| Occlusive | epiglottalisée        |          | tʜ         |            |                          | kʜ       | ǃʜ        |          |
| Occlusive | voisée epiglottalisée |          |            |            |                          | ɡʢ       | ᶢǃʢ       |          |
| Fricative | voisée                |          | z          | z          | ʒ                        |          |           | ɦ        |
| Fricative | dévoisée              | (f)      | s          | s          | ʃ                        | χ        |           |          |

La liste des consonnes pouvant s'intercaler entre deux voyelles d'une racine est plus réduite.
| Labiale | Alveolaire | Velaire | Uvulaire | Glottale |
| β̞       | ɾ          | ɣ       |          |          |
| m       | n          | ŋ       |          |          |
|         |            | k, ŋk   | kʜ       |          |
|         |            |         | χ        | ɦ        |

Les clics sont au nombre de 48.
| clics "quasi-affriqués" | clics "quasi-affriqués" | clics "claquements" | clics "claquements" | séries                                   |
| ----------------------- | ----------------------- | ------------------- | ------------------- | ---------------------------------------- |
| dental                  | lateral                 | alveolaire          | palatal             | séries                                   |
| ǀ                       | ǁ                       | ǃ                   | ǂ                   | Tenuis                                   |
| ᶢǀ                      | ᶢǁ                      | ᶢǃ                  | ᶢǂ                  | Voisé                                    |
| ᵑǀ                      | ᵑǁ                      | ᵑǃ                  | ᵑǂ                  | Nasal                                    |
| ǀʰ                      | ǁʰ                      | ǃʰ                  | ǂʰ                  | Aspiré                                   |
| ᶢǀʱ                     | ᶢǁʱ                     | ᶢǃʱ                 | ᶢǂʱ                 | Murmuré / pré-voisé aspiré               |
| ᵑ̊ǀʰ                     | ᵑ̊ǁʰ                     | ᵑ̊ǃʰ                 | ᵑ̊ǂʰ                 | Aspiraté nasal                           |
| ᵑǀʱ                     | ᵑǁʱ                     | ᵑǃʱ                 | ᵑǂʱ                 | Murmuré nasal                            |
| ǀˀ                      | ǁˀ                      | ǃˀ                  | ǂˀ                  | Glottalisé nasal                         |
| ǀᵡ                      | ǁᵡ                      | ǃᵡ                  | ǂᵡ                  | Contour linguo-pulmonique                |
| ᶢǀʶ                     | ᶢǁʶ                     | ᶢǃʶ                 | ᶢǂʶ                 | Voisé linguo-pulmonique                  |
| ǀʜ                      | ǁʜ                      | ǃʜ                  | ǂʜ                  | Epiglottalisé + contour hétéro-organique |
| ᶢǀʢ                     | ᶢǁʢ                     | ᶢǃʢ                 | ᶢǂʢ                 | Voisé epiglottalisé                      |

## Grammaire
Le ju|'hoan est une langue plutôt isolante. La fonction est essentiellement rendue par l'ordre des mots : SVO (Sujet - Verbe - Objet).

### Nom
Le nom n'est pas marqué par un article. Son appartenance à l'une des quatre classes n'est visible que lors de l'utilisation des pronoms personnels, démonstratifs ou possessifs.
Le pluriel est généralement marqué par le suffixe « -sì » ; certains noms ont des pluriels irréguliers.

### Verbe
Le verbe est généralement invariable, mais de nombreux verbes connaissent des formes supplétives en fonction du nombre du sujet ou de celui de l'objet. La pluriactionnalité peut être rencontrée dans des verbes très courants. Pour les verbes changeant en fonction du nombre du sujet, il s'agit de verbes intransifs ; souvent liés aux mouvements, états et positions (s'asseoir, se coucher, être debout, se poser, se briser, mourir, etc.). Les verbes transitifs pluriactionnels changent de forme en fonction du nombre de leur objet mais appartiennent parfois aux mêmes champs sémantiques (soulever, faire tomber, tuer, etc.).
Il n'y a pas de passif.
Le verbe d'une proposition principale au présent est généralement introduit par la particule, parfois assimilée au marqueur de l'imperfectif, kú.
Lorsque l'aspect et le temps ne peuvent pas être déterminés par le seul contexte ou la particule, le ju|'hoan recourt à des adverbes.

### Pronom
Au singulier, la troisième personne peut être désignée par quatre pronoms, en fonction de la classe du nom auquel il est fait référence.
Au duel, la première personne distingue les nous « inclusif » et « exclusif ».
Au pluriel, outre cette distinction inclusif/exclusif, les pronoms peuvent varier en fonction du genre (pour les êtres humains) entre masculin, féminin, et commun.
À cette liste déjà rare, s'ajoutent des pronoms emphatiques ou bien l'usage de pronoms démonstratifs.

### Qualification
Le ju|'hoan dispose d'un moyen original pour qualifier un nom ou un verbe. L'adjonction d'un « -a » (pour le ton, cf. plus bas) correspond à l'état construit d'un nom (cf. hébreu) ou bien à la forme applicative du verbe. Ainsi, le "-a" à la fin d'un nom lui permet d'être complété par une proposition relative (principal moyen de traduire la plupart des "adjectifs" des langues européennes) ; et ce même "-a" permet au verbe d'augmenter sa valence (rendre transitif un verbe intransitif ou bien rendre di-transitif un verbe mono-transitif) ; on parle souvent de forme applicative. Le ton est toujours bas à la suite d'un nom, mais égal à celui de la voyelle précédente dans le cas d'un verbe.
Exemple pour un nom : 
1. Tjùsà o mi gasì.
tjù.s.à o mi ga.sì
(maison.PL.à - copule -  Moi.elle.PL ~ *Maisons qui sont miennes)
Mes maisons
NB : Devant « à », on note l'élision des « i » ; le pronom ga est par ailleurs la marque de la classe nominale à laquelle appartient tju.
Pour les verbes, la particule applicative introduit généralement un complément de lieu ou de temps qui ne serait pas en tête de phrase, mais tout type de complément peut être introduit (e.g. instrumental, bénéfactif). Si le verbe est par ailleurs transitif, les deux compléments sont séparés par ko, souvent libellé comme MPO (multi-purpose oblique marker).
2. Mi kú ua !ú.
(Je - Particule verbale - aller.a - brousse)
Je vais dans la brousse.
3. Mi kú tania i!a ko skore.
Je - particule verbale - amener.a - vous - ko - école
Je vous accompagnerai à l'école.

## Orthographe
L'orthographe du ju|'hoan a été modifiée à plusieurs reprises. Le tableau reprend ici la version du South African Department of Education (Jan Snyman, 1969, modifiée par Snyman, 1975), la version de la Bible Society of South Africa (1987), et la version de la Ju|wa Bushman Development Foundation, 1994. Les tons ne sont pas marqués ici.
|      | Labiales (occ.) | Labiales (occ.) | Labiales (occ.) | Labiales (occ.) | Alvéolaires (occ.) | Alvéolaires (occ.) | Alvéolaires (occ.) | Alvéolaires (occ.) | Vélaires (occ.) | Vélaires (occ.) | Vélaires (occ.) | Vélaires (occ.) | Alvéolaires (Affr.) | Alvéolaires (Affr.) | Alvéolaires (Affr.) | Alvéolaires (Affr.) | Alvéolaires (Affr.) | Postalvéolaires (affr.) | Postalvéolaires (affr.) | Postalvéolaires (affr.) | Postalvéolaires (affr.) | Postalvéolaires (affr.) |       |
| ---- | --------------- | --------------- | --------------- | --------------- | ------------------ | ------------------ | ------------------ | ------------------ | --------------- | --------------- | --------------- | --------------- | ------------------- | ------------------- | ------------------- | ------------------- | ------------------- | ----------------------- | ----------------------- | ----------------------- | ----------------------- | ----------------------- | ----- |
| IPA  | [b]             | [p]             | [bʱ]            | [pʰ]            | [d]                | [t]                | [dʱ]               | [tʰ]               | [ɡ]             | [k]             | [ɡʱ]            | [kʰ]            | [ts]                | [dsʱ]               | [tsʰ]               | [ds’]               | [ts’]               | [tʃ]                    | [dʃʱ]                   | [tʃʰ]                   | [dʃ’]                   | [tʃ’]                   | [kx’] |
| 1975 | b               | p               | bh              | ph              | d                  | t                  | dh                 | th                 | g               | k               | gh              | kh              | ts                  | dsh                 | tsh                 | ds’                 | ts’                 | tš                      | dšh                     | tšh                     | dš’                     | tš’                     | kx’   |
| 1994 | b               | p               | bh              | ph              | d                  | t                  | dh                 | th                 | g               | k               | gh              | kh              | ts                  | dsh                 | tsh                 | ds                  | tz                  | tc                      | dch                     | tch                     | dc                      | tj                      | kx    |
| 1987 | b               | p               | bh              | ph              | d                  | t                  | dh                 | th                 | gh              | k               | ’gh             | kh              | ts                  | dsh                 | tsh                 | ds’                 | ts’                 | tj                      | djh                     | tjh                     | dj’                     | tj’                     | kg    |

|      | Hétéro-organiques (affr.) | Hétéro-organiques (affr.) | Hétéro-organiques (affr.) | Hétéro-organiques (affr.) | Hétéro-organiques (affr.) | Hétéro-organiques (affr.) | Hétéro-organiques (affr.) | Affr. | Affr. | Affr. | Affr. | Affr. | Affr. |     | Nasales | Nasales | Syllabiques Nasales | Syllabiques Nasales | Syllabiques Nasales | Syllabiques Nasales | Spirantes | Spirantes |
| ---- | ------------------------- | ------------------------- | ------------------------- | ------------------------- | ------------------------- | ------------------------- | ------------------------- | ----- | ----- | ----- | ----- | ----- | ----- | --- | ------- | ------- | ------------------- | ------------------- | ------------------- | ------------------- | --------- | --------- |
| IPA  | [dʶ]                      | [tᵡ]                      | [tʜ]                      | [dzʶ]                     | [tsχ]                     | [dʒʶ]                     | [tʃχ]                     | [z]   | [s]   | [ʒ]   | [ʃ]   | [χ]   | [h]   | [ɽ] | [m]     | [n]     | [m̩]                 | [ŋ̍]                 | [m̰]                 | [m̤]                 | [j]       | [w]       |
| 1975 | dx                        | tx                        | tx’                       | dzx                       | tsx                       | dx                        | tx                        | z     | s     | ž     | š     | x     | h     | r   | m       | n       | m                   | ang                 | m̭                   | mh                  | y         | w         |
| 1994 | dx                        | tx                        | tk                        | dzx                       | tsx                       | djx                       | tcx                       | z     | s     | j     | c     | x     | h     | r   | m       | n       | m                   | ang                 | mq                  | mh                  | y         | w         |
| 1987 | dg                        | tg                        | tg’                       | -                         | tsg                       | djg                       | tjg                       | z     | s     | zj    | sj    | g     | h     | r   | m       | n       | m                   | ang                 | m̹                   | mh                  | y         | w         |

|      | Clicks Dentaux | Clicks Dentaux | Clicks Dentaux | Clicks Dentaux | Clicks Dentaux | Clicks Dentaux | Clicks Dentaux | Clicks Dentaux | Clicks Dentaux | Clicks Dentaux | Clicks Dentaux | Clicks Dentaux | Clicks Alvéolaires | Clicks Alvéolaires | Clicks Alvéolaires | Clicks Alvéolaires | Clicks Alvéolaires | Clicks Alvéolaires | Clicks Alvéolaires | Clicks Alvéolaires | Clicks Alvéolaires | Clicks Alvéolaires | Clicks Alvéolaires | Clicks Alvéolaires |
| ---- | -------------- | -------------- | -------------- | -------------- | -------------- | -------------- | -------------- | -------------- | -------------- | -------------- | -------------- | -------------- | ------------------ | ------------------ | ------------------ | ------------------ | ------------------ | ------------------ | ------------------ | ------------------ | ------------------ | ------------------ | ------------------ | ------------------ |
| IPA  | [ᶢǀ]           | [ǀ]            | [ᶢǀʱ]          | [ǀʰ]           | [ǀˀ]           | [ᵑ̊ǀʰ]          | [ᵑǀ]           | [ᵑǀʱ]          | [ᶢǀʶ]          | [ǀᵡ]           | [ᶢǀʢ]          | [ǀʜ]           | [ᶢǃ]               | [ǃ]                | [ᶢǃʱ]              | [ǃʰ]               | [ǃˀ]               | [ᵑ̊ǃʰ]              | [ᵑǃ]               | [ᵑǃʱ]              | [ᶢǃʶ]              | [ǃᵡ]               | [ᶢǃʢ]              | [ǃʜ]               |
| 1975 | gǀ             | ǀ              | gǀh            | ǀh             | ǀ’             | ǀ’h            | nǀ             | nǀ’h           | gǀx            | ǀx             | gǀx’           | ǀx’            | gǃ                 | ǃ                  | gǃh                | ǃh                 | ǃ’                 | ǃ’h                | nǃ                 | nǃ’h               | gǃx                | ǃx                 | gǃx’               | ǃx’                |
| 1994 | gǀ             | ǀ              | gǀh            | ǀh             | ǀ’             | ǀ’h            | nǀ             | nǀh            | gǀx            | ǀx             | gǀk            | ǀk             | gǃ                 | ǃ                  | gǃh                | ǃh                 | ǃ’                 | ǃ’h                | nǃ                 | nǃh                | gǃx                | ǃx                 | gǃk                | ǃk                 |
| 1987 | gc             | c              | dch            | ch             | c’             | c’h            | nc             | nch            | dcg            | cg             | dcg’           | cg’            | gq                 | q                  | dqh                | qh                 | q’                 | q’h                | nq                 | nqh                | dqg                | qg                 | dqg’               | qg’                |

|      | Clicks palataux | Clicks palataux | Clicks palataux | Clicks palataux | Clicks palataux | Clicks palataux | Clicks palataux | Clicks palataux | Clicks palataux | Clicks palataux | Clicks palataux | Clicks palataux | Clicks Latéraux | Clicks Latéraux | Clicks Latéraux | Clicks Latéraux | Clicks Latéraux | Clicks Latéraux | Clicks Latéraux | Clicks Latéraux | Clicks Latéraux | Clicks Latéraux | Clicks Latéraux | Clicks Latéraux |
| ---- | --------------- | --------------- | --------------- | --------------- | --------------- | --------------- | --------------- | --------------- | --------------- | --------------- | --------------- | --------------- | --------------- | --------------- | --------------- | --------------- | --------------- | --------------- | --------------- | --------------- | --------------- | --------------- | --------------- | --------------- |
| IPA  | [ᶢǂ]            | [ǂ]             | [ᶢǂʱ]           | [ǂʰ]            | [ǂˀ]            | [ᵑ̊ǂʰ]           | [ᵑǂ]            | [ᵑǂʱ]           | [ᶢǂʶ]           | [ǂᵡ]            | [ᶢǂʢ]           | [ǂʜ]            | [ᶢǁ]            | [ǁ]             | [ᶢǁʱ]           | [ǁʰ]            | [ǁˀ]            | [ᵑ̊ǁʰ]           | [ᵑǁ]            | [ᵑǁʱ]           | [ᶢǁʶ]           | [ǁᵡ]            | [ᶢǁʢ]           | [ǁʜ]            |
| 1975 | gǂ              | ǂ               | gǂh             | ǂh              | ǂ’              | ǂ’h             | nǂ              | nǂ’h            | gǂx             | ǂx              | gǂx’            | ǂx’             | gǁ              | ǁ               | gǁh             | ǁh              | ǁ’              | ǁ’h             | nǁ              | nǁ’h            | gǁx             | ǁx              | gǁx’            | ǁx’             |
| 1994 | gǂ              | ǂ               | gǂh             | ǂh              | ǂ’              | ǂ’h             | nǂ              | nǂh             | gǂx             | ǂx              | gǂk             | ǂk              | gǁ              | ǁ               | gǁh             | ǁh              | ǁ’              | ǁ’h             | nǁ              | nǁh             | gǁx             | ǁx              | gǁk             | ǁk              |
| 1987 | gç              | ç               | dçh             | çh              | ç’              | ç’h             | nç              | nçh             | dçg             | çg              | dçg’            | çg’             | gx              | x               | —*              | xh              | x’              | x’h             | nx              | nxh             | dxg             | xg              | dxg’            | xg’             |

|      | Voyelles modales | Voyelles modales | Voyelles modales | Voyelles modales | Voyelles modales | Pressée | Pressée | Nasales | Nasales | Nasales | Nasales | Pressée Nasales | Pressée Nasales |
| ---- | ---------------- | ---------------- | ---------------- | ---------------- | ---------------- | ------- | ------- | ------- | ------- | ------- | ------- | --------------- | --------------- |
| IPA  | [i]              | [e]              | [a, ə]           | [o]              | [u]              | [aˤ]    | [oˤ]    | [ĩ]     | [ã]     | [õ]     | [ũ]     | [ãˤ]            | [õˤ]            |
| 1975 | i                | e                | a                | o                | u                | a̭       | o̭       | ĩ       | ã       | õ       | ũ       | ã̭               | õ̭               |
| 1994 | i                | e                | a                | o                | u                | aq      | oq      | in      | an      | on      | un      | aqn             | oqn             |
| 1987 | i                | e                | a, e             | o                | u                | a̦       | o̦       | î       | â       | ô       | û       | â̦               | ô̦               |

L'orthographe de 1994 distingue également ih, eh, ah, oh, uh pour les voyelles murmurées, et ihn, ahn, ohn, uhn pour les voyelles nasales murmurées, mais cette phonation résultant pour l'essentiel du ton bas de la syllabe concernée, elle n'a pas toujours été retenue comme pertinente dans l'orthographe.

## Films
- 1980 : Jamie Uys, Les dieux sont tombés sur la tête  (The gods must be crazy, film)
- 2003 : Spencer Wells (en) (1959-), Le Voyage de l'humanité : une Odyssée génétique (en), livre (2002) devenu film documentaire

## Codes
- Code de langue IETF : ktz